# Pasul Soveja
Pasul Soveja sau Pasul Coasa este o trecătoare situată  în Munții Vrancei, aflați în grupa sudică a Carpaților Orientali – Carpații de Curbură, la altitudinea de 1050 m. Trecătoarea leagă văile Șușiței și Putnei.

## Date geografice
Se află în segmentul nordic al Munților Vrancei, între culmile montane Zboina Neagră – aflată la nord și Țiua Golașă – aflată la sud. Ascensiunea în pas se face în partea de vest din Lepșa pe valea pârului Coasa și în partea de est-nord-est din Soveja pe valea pârâului Heleșteu.
Pasul este străbătut de DN2L (fost DJ205F), care urcă din Depresiunea Soveja. Acesta era în luna mai 2020 închis pe porțiunea dintre Lepșa și Soveja.
În apropiere se găsesc – spre nord-vest Pasul Oituz și spre vest-sud-vest Pasul Mușat.

## Obiective turistice de interes situate în apropiere
- Soveja: Stațiunea climaterică Soveja, Mausoleul și muzeul,[1] Biserica „Nașterea Domnului”  (aparținând fostei Mănăstiri Soveja)[7]
- Mănăstirea Lepșa, Pădurea Lepșa[4]